# セレスピード
セレスピード（Selespeed）は、アルファロメオ車で使われるオートメイテッドマニュアルトランスミッションの名称である。イタリアの企業マニエッティ・マレリによって開発され、デーナ・グラツィアーノによって製造される。

## 概要
セレスピードは電子クラッチを備える自動化マニュアルトランスミッションである。現行の形では、ステアリングホイール上のパドルシフターあるいはツーリングカーで使われる従来型のシーケンシャルマニュアルトランスミッションの様な「ジョイスティック」を介して操作することができる。右側のパドルシフターはシフトアップ、左側はダウンシフトのために使われる。ギアボックスは従来のオートマチックトランスミッションと同じように自動シフトを行う「シティモード」も有する。

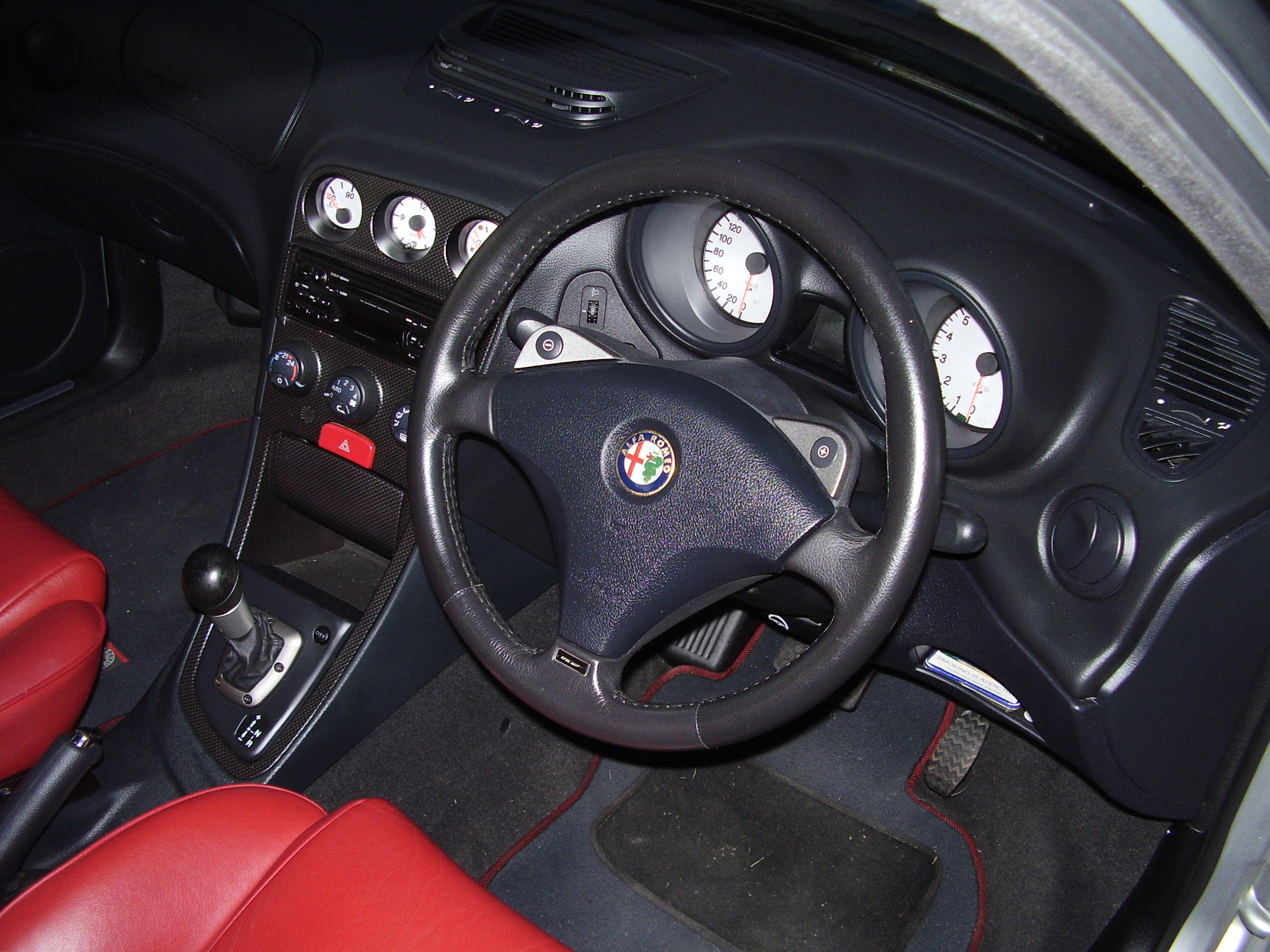
アルファロメオのセレスピード。第1世代はステアリングホイール上にボタンを持つ。

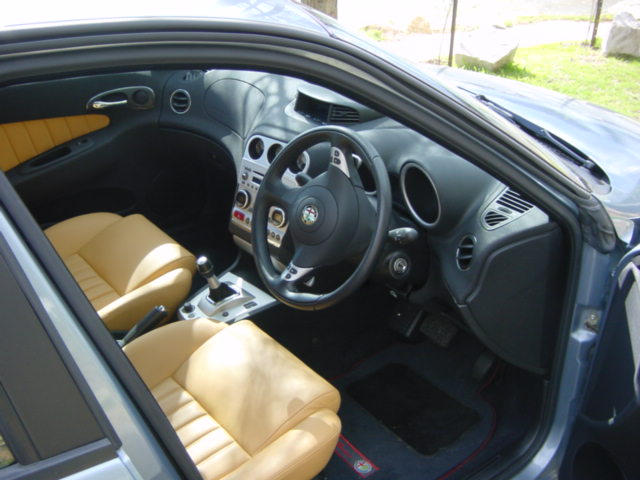
第2世代はステアリングホイールの後ろ側にパドルを持つ。

セレスピードは1999年にアルファロメオ・156で初めて導入された。当時はこのクラスでこういったロボット化されたギアボックスを持つ初めての車であった。最初の版はステアリングホイール上にギアチェンジのためのボタンを持っていた。2002年の156のフェイスリフトと共に、ステアリングホイールの設計が新しくなったため、これらのボタンはパドルシフター（アルファロメオ・147で初導入）で置き換えられた。
通常の走行中は、パドルあるいはジョイスティックのいずれも使用可能であるが、運転手がジョイスティックモード中にパドルを使おうと試みても、ジョイスティックが優先される。ギアチェンジの速さはエンジンの回転数に依存する。エンジンが5,000 rpm以上でスロットルが60%以上押されているなら、ギアチェンジはより速い。システムはエンジン回転速度が上がり過ぎるのを防ぐためにレブリミッターも持つ（GTAモデルではこの挙動を取り除かれている）。シフトダウンを行うと自動でレブマッチングが行われる。このギアボックスはスポーツ走行のために作られているが、シティモードを使うことでオートマチックトランスミッションと同じように都市走行が可能である。

## モデル
アストンマーティン、BMW、フェラーリ、フィアット、ランボルギーニ、マセラティ、メルセデス・ベンツ、ルノーもセレスピードシステムを使用していた。マニエッティ・マレリ製のオートメイテッドマニュアルトランスミッションはフィアット車では「デュアロジック」、ランチア車では「D.F.N.」と呼ばれる。基本システムは全ての車で類似しているが、操作の速さは大抵価格が高い車ほど速い。
| モデル     | バージョン |
| ---------- | ---------- |
| 156        | 2.0 TS     |
| 156 GTA    | 3.2 GTA    |
| 156        | 2.0 JTS    |
| 147        | 2.0 TS     |
| 147 GTA    | 3.2 GTA    |
| GT         | 2.0 JTS    |
| 159        | 2.2 JTS    |
| ブレラ     | 2.2 JTS    |
| スパイダー | 2.2 JTS    |